# Лаудес (Болцано)
Лаудес је насеље у Италији у округу Болцано, региону Трентино-Јужни Тирол.
Према процени из 2011. у насељу је живело 534 становника. Насеље се налази на надморској висини од 971 м.